# Morris Louis
Pour les articles homonymes, voir Louis.
Morris Louis (né Morris Louis Bernstein) est un peintre américain né à Baltimore, Maryland, le 28 novembre 1912 et mort à Washington D.C. le 7 septembre 1962.

## Biographie
Profondément marqué par l'art de Jackson Pollock et notamment son sens de la ligne qui ne délimite plus aucune forme, Morris Louis rencontre en 1954 avec le chef-d'œuvre Mountains and Sea d'Helen Frankenthaler une nouvelle manière de peindre. "Elle fut le pont entre Pollock et le champ du possible" dira Louis de Frankenthaler auprès de qui il découvre la possibilité non plus de peindre sur la toile, mais d'imprégner directement la toile de couleur, en y faisant couler une peinture fortement diluée à la térébenthine. "Louis déverse sa peinture sur une toile non apprêtée, en coton écru, utilisant partout un pigment suffisamment dilué pour que, sous l'accumulation des couches successives, l'œil puisse encore percevoir le grain et la trame du tissu. Mais “sous” n'est pas le mot qui convient. Étant imprégné – et non pas seulement couvert – de peinture, le tissu devient peinture lui-même, couleur lui-même, comme une étoffe qu'on aurait teinte." explique Clement Greenberg.
En 1958, son art parvient vraiment à maturité avec la deuxième série des Veils (Voiles) où de larges de couches de couleurs se superposent avec transparence pour constituer un espace chromatique d'une très poignante et silencieuse gravité, comme si la peinture elle-même, sans la trace du moindre geste, s'érigeait en stèle. Vient ensuite un ensemble d'œuvres variées regroupées sous le titre "Themes and Variations" sur le site Internet officiel www.morrislouis.org. Ces deux années (1959-1960) sont un moment de recherches et d'expérimentation avant que Louis ne parvienne à la série des Unfurled qu'il considérait lui-même comme une de ses réalisations les plus abouties. Dans la dernière série dite des Stripes, qui s'étend de 1961 à 1962, Louis procède par bandes contiguës et explore les possibilités du contact de ces bandes de couleur appliquées avec une stricte verticalité.
Ainsi, en l'espace de quatre années, Morris Louis a réalisé des centaines de toiles, avec une audace inouïe et une confiance inépuisable dans la manière dont les couleurs, au gré de coulures toutes plus libres les unes que les autres, produisent l'espace et, comme dit Matisse, "remuent le fond sensuel des hommes." Personne à ce jour ne sait exactement comment Louis a procédé pour peindre ces grands formats dans une pièce d'environ 8m2 ne permettant pas que les toiles soient étalées à plat.
"Je ne connais pas d'art qui, comme celui de Louis, écrit Dominique Fourcade, donne à ce point l'impression que la seule résistance qui a été prise en considération (et la seule qu'il y ait à jamais considérer) est celle de la toile même, et non plus celle du mur ou du sol ou du châssis où on l'aurait fixée ou appliquée avant de la peindre. Et si je songe aux Unfurled, que Louis a peints en 1960, je connais peu d'art à ce point transitif ("je" peins la toile et non plus sur la toile), je n'en connais pas qui pousse à un pareil degré l'ouvert, je connais peu de choses aussi belles. Dans les Unfurled ("to unfurl" a le sens de déferler, larguer, ouvrir, déployer), des bandes de couleurs ruissellent en obliques de chaque côté de la toile vers le centre, parallèles les unes aux autres et séparées les unes des autres par des blancs non préparés. Ni lignes, ni formes, ces ruisselets, comme l'a noté Michael Fried, ont l'auto-suffisance des lignes et la corporalité des formes ; ils sont à eux-mêmes leurs propres périmètres et limites ; cette auto-contenance du contenu tient à la couleur, dont l'intensité et la constance empêchent de distinguer le périmètre et l'intérieur. Jamais peut-être depuis Cézanne le plan du tableau n'a été à ce point ouvert, jamais le centre n'a été à ce point vide et le vie à ce point éloquent, jamais l'ouverture n'a été aussi dramatique, aussi fondée en peinture ni aussi exaltante."
Morris Louis est mort le 7 septembre 1962 d'un cancer des poumons dont la cause est probablement liée à l'inhalation des vapeurs de sa peinture acrylique Magna que réalisait pour lui son ami Leonard Bocour.
Les musées français possèdent au total six œuvres de Morris Louis : trois au musée de Grenoble (Lamed Aleph, 1958 ; Omega III, 1959-1960 ; Delta Iota, 1960), deux au Musée d'art moderne et contemporain de Saint-Étienne (Beth Yad, 1958 ; Addition VI, 1959) et une au Musée d'Art moderne et d'Art contemporain de Nice (Alpha Lambda, 1961).